# Makeba (canción)
Makeba es una canción de la cantautora francesa Jain, lanzada el 6 de noviembre de 2015 como octava canción de su álbum de estudio debut Zanaka (2015). Escrita por ella misma, la canción fue producida por su antiguo colaborador Maxim Nucci. El estribillo de la canción usó una muestra de la canción de 1978 Me and the Gang del percusionista, compositor, arreglista y productor discográfico estadounidense Hamilton Bohannon. La canción alcanzó el puesto número siete en el French Singles Chart.
La canción es en honor a Miriam Makeba, más conocida como 'Mama África', cantante y activista sudafricana.
En junio de 2023, “Makeba” volvió a lograr cierta popularidad debido a que se hizo viral en la red social TikTok y también Youtube.

## Vídeo musical
El vídeo musical de tres minutos y cuarenta y tres segundos de la canción "Makeba" se publicó en noviembre de 2015 en el canal oficial de YouTube de Jain. Se abre con el último fotograma de la canción de Jain "Come" del mismo álbum Zanaka, mientras ella arruga el fotograma de la cámara como si fuera un papel y camina hacia la derecha de la pantalla. Mientras Jain gira los mandos de la mesa de sonido, los postes de la calle se levantan o se caen, y los edificios suben y bajan. 
El vídeo musical, rodado en Sudáfrica, fue nominado a los premios Grammy.

## Usos
- El programa de telerrealidad australiano I'm a Celebrity...Get Me Out of Here! utiliza la canción como introducción.
- En 2016, la canción fue escogida por la empresa de telefonía francesa Sosh para su campaña publicitaria.[4]
- En 2017, la canción es elegida por la marca de ropa Levi's en su clip publicitario llamado Circles.[5]
- Makeba es usada en el canal de noticias France Info.
- La canción también se usa en el episodio 8 de la temporada 14 de la serie animada American Dad!.[6]
- La canción forma parte del videojuego de baile, Just Dance 2024 Edition.